# Enigma (bande dessinée)
Pour la machine, voir Enigma (machine).
Pour les articles homonymes, voir Enigma.
Enigma est la première histoire de la série de bande dessinée franco-belge Champignac, créée par BéKa (scénario) et David Etien (dessin). Elle est publiée pour la première fois dans le journal Spirou, puis parait sous forme d'album en 2019 aux éditions Dupuis.
Champignac est une série dérivée de Spirou et Fantasio consacrée à l'un de ses personnages récurrents, le Comte de Champignac.

## Résumé
Pendant la Seconde Guerre mondiale, le comte Pacôme de Champignac s'échappe de son château de Champignac-en-Cambrousse, occupé par la Wehrmacht, pour se rendre à Bletchley près de Londres. Là-bas, il participe auprès d'Alan Turing au décryptage de la machine à coder allemande Enigma, vit une idylle avec miss MacKenzie et croise Churchill.

## Personnages
- Pacôme de Champignac : savant belge recruté par son ami britannique le Professeur Black pour travailler à Bletchley Park ;
- Miss Blair MacKenzie : jeune femme écossaise, recrutée pour travailler à Bletchley Park après avoir gagné un concours de mots croisés ;
- Le Professeur Black[n 1] : ami de Pacôme et directeur de Bletchley Park ;
- Alan Turing : inventeur du décrypteur de la machine Enigma ;
- Winston Churchill : Premier Ministre britannique ;
- M. Kroston : administrateur militaire de Bletchley Park ;
- Ian Fleming[n 2] : un agent secret qui accompagne Blair et Pacôme en mission ;
- Nicolette : gouvernante de Pacôme et résistante ;
- Le Maire de Champignac, Dupilon, Duplumier[n 3] : des habitants de Champignac-en-Cambrousse, résistants aux côtés de Nicolette.

## Clins d'œil
- La gouvernante du comte, Nicolette, est très familière et l'appelle par son prénom : on ne sait pas si Champignac a été marié à miss Mac Kenzie, à Nicolette ou à une autre, et on ignore ce qu'il est advenu de son épouse (est-il divorcé ? séparé ? veuf ?), mais dans Z comme Zorglub (Spirou et Fantasio n° 15, p. 27, cases B2 à C1) il l'évoque devant Spirou et Fantasio : « Du temps de ma femme, c'était la même chanson : Pacôme, invente ceci pour ma cuisine ; Pacôme, invente cela pour ma lessive... Et Pacôme inventait ! » : on imagine plus facilement sa gouvernante belge s'occupant du ménage du comte, plutôt qu'une décrypteuse venue d'outre-Manche ;
- L'administrateur militaire de Bletchley Park se nomme Mr. Kroston, référence à la série Les Krostons ;
- Planche 35 : Alan Turing croque dans une pomme puis la pose sur la table où l'ombre du fruit dessine le logo de la marque Apple[n 4] ;
- Planche 62 : une agente soviétique se rend au Moustic Hôtel à Bruxelles où elle croise Spirou, alors jeune groom[n 5], ce qui relie le récit à celui de Spirou ou l'espoir malgré tout d'Émile Bravo[n 6].

## Analyse
Le développement d'une aventure centrée sur le personnage du Comte de Champignac revient à Sergio Honorez et Benoit Fripiat, respectivement directeur éditorial et directeur éditorial adjoint des éditions Dupuis, qui ont sollicité le couple de scénariste BéKa en leur demandant « une histoire à raconter dans l'univers de Spirou ».
Les scénaristes avaient tenté d'écrire en 2010 un scénario autour de Bletchley Park,, mais l'avaient abandonné car il ne fonctionnait pas. La demande de Dupuis leur permet de revenir sur ce projet en y intégrant le personnage de Champignac, lequel aurait parfaitement eu sa place dans Bletchley Park que les scénaristes qualifient de « vraie réunion de geeks qui pouvaient faire ce qu'ils voulaient ». Bien que surpris par le ton réaliste du scénario alors que les précédents travaux de BéKa se situent dans le registre comique, Dupuis accepte le projet.
Le duo BéKa souhaite confier le dessin à David Etien, dont ils apprécient le travail sur la série Les Quatre de Baker Street, auquel ils écrivent sur sa page Facebook. Tenté tout d'abord de refuser en raison de son emploi du temps chargé, David Etien, grand amateur du Spirou des époques Franquin et Tome & Janry, apprécie le scénario et le contexte historique d'Enigma et décide d'accepter de donner vie au projet, qui lui permet en outre de retrouver Londres à une autre époque que celle des Quatre de Baker Street. Il apprécie également que, dans les albums dérivés de la série principale, les auteurs soient invités à conserver leur style graphique et à ne pas reprendre le « trait Spirou ».
Tous deux de formation scientifique, les scénaristes décrivent le fonctionnement de la machine Enigma de manière précise, et ancrent leur récit dans la réalité historique. Quant au personnage de Champignac, s'ils reprennent ses caractéristiques principales (curiosité, humanisme, génie pour les inventions), ils n'hésitent pas à « le ressentir de façon personnelle, voire le trahir un peu » et à lui permettre des audaces, telle le baiser échangé avec Miss Mac Kenzie, avec laquelle il se baigne nu.
Les scénaristes décrivent leur collaboration comme un « ping-pong, d'une idée à l'autre, selon l'inspiration, selon les séquences aussi ». Ainsi, pour Champignac, l'idée de départ émane de Bertrand Escaich, connaisseur de l'univers de Spirou et Fantasio, et la plupart des dialogues sont l'œuvre de Caroline Roque.

## Autour de l'album
- Les auteurs situent très clairement le village de Champignac-en-Cambrousse en Belgique alors que les auteurs de la série antérieure avaient quelque peu brouillé les pistes [n 12].

- L'histoire se situe en 1940, dix ans avant que Spirou et Fantasio ne fassent la connaissance du Comte de Champignac[n 13].

- Le récit est prépublié dans le Journal Spirou entre décembre 2017 et janvier 2018. David Etien signe un dessin original pour la couverture du no 4209 du 12 décembre 2018, laquelle annonce « Un numéro énigmatique », « Champignac, au cœur des secrets »[4].

- L'album est initialement créé comme un one shot dont la fin du récit est ouverte, mais son succès a permis à Dupuis d'envisager Champignac comme une série. Peu après le lancement de cette histoire (en 2018), les scénaristes annonçaient déjà avoir la trame de deux autres épisodes, l'un dans la continuité de celui-ci et un autre qui se situerait dix ans plus tard[1],[2].

## Accueil critique
L'album est bien accueilli : Planètebd, Auracan , dBD,, Ligneclaire  et Sceneario le jugent fort élogieusement, tandis que Casemate est plus réservé, appréciant le dessin tout en regrettant des exposés scientifiques et historiques jugés rébarbatifs et le fait que Turing et Enigma volent la vedette à Pacôme de Champignac.

## Prix et distinctions
- Prix de la BD Fnac Belgique 2019[11]

## Publication

### Revues
- Journal Spirou : du no 4208 du 5 décembre 2018[12] au no 4214 du 16 janvier 2019[13].

### Albums
- Édition originale : 62 planches, soit 64 pages, 320 mm x 240 mm, Dupuis, collection Grand Public, 4 janvier 2019 (DL 01/2019)  (ISBN 978-2-8001-7478-5)
- Tirage limité à 940 exemplaires hors commerce, réservée aux libraires, journalistes et bibliothécaires, couverture souple, 235 mm x 310 mm, visuels de couverture et 4è plat différents, Dupuis, 2019  (ISBN 979-1-03-473847-2)